# 碘化镨
碘化镨是一种无机化合物，化学式为PrI3。

## 制备
碘化镨可由氧化镨(III)和碘化铵反应得到。